# Astrocaryum minus
Astrocaryum minus là loài thực vật có hoa thuộc họ Arecaceae. Loài này được Trail mô tả khoa học đầu tiên năm 1877.